# Doctor thứ nhất
Doctor thứ nhất là hiện thân đầu tiên của Doctor, là nhân vật trung tâm trong bộ phim khoa học viễn tưởng của BBC mang tên Doctor Who. Nhân vật này được thủ diễn bởi diễn viên William Hartnell từ năm 1963 tới năm 1966. Hartnell trở lại với vai diễn này 1 lần, trong tập kỷ niệm 10 năm phát sóng The Three Doctors (1973), do sức khỏe không cho phép, các biên kịch đã viết lại kịch bản và sự xuất hiện của ông trên phim rất hạn chế. Sau khi Hartnell qua đời vào năm 1975, diễn viên Richard Hurndall đảm trách vai diễn của ông trong tập kỷ niệm 20 năm phát sóng The Five Doctors (1983). Tương tự, năm 2013, một số cảnh phim cũ của Hartnell dùng công nghệ CGI và diễn viên đóng thế đã được dùng kết hợp với nhau trong tập phim đặc biệt kỷ niệm nửa thế kỉ phát sóng  "The Day of the Doctor", với giọng nói của John Guilor.
Trong cốt truyện của loạt phim, Doctor là một người ngoài hành tinh trăm tuổi thuộc chủng tộc Time Lord đến từ hành tinh Gallifrey, ông du hành qua không thời gian trên tàu TARDIS cùng với các bạn đồng hành của mình. Khi Doctor bị thương tổn trầm trọng, ông có thể tái sinh cơ thể mình; thông qua việc này, ông có một hình hài hoàn toàn mới và tính cách cũng bị thay đổi ít nhiều. Doctor của Hartnell thường được gọi là Doctor nguyên bản. Khái niệm tái sinh được sử dụng do Hartnell phải rời bỏ loạt phim vì lý do sức khỏe, và điều này đã tình cờ tạo nên sức sống lâu dài cho loạt phim, làm cho bộ phim có thể kéo dài bao lâu, thay đổi bao nhiêu diễn viên tùy ý mà vẫn logic và không ảnh hưởng tới cốt truyện. Doctor thứ nhất là hiện thân trẻ nhất của nhân vật Doctor, nhưng lại là người nhiều tuổi nhất tính theo hình dáng bên ngoài. Sau này, các hiện thân khác của Doctor thường có ngoại hình trẻ trung hơn, tuy vậy tuổi của nhân vật vẫn cứ ngày một tăng.
Xuất hiện trong tổng số 134 tập phim, Hartnell diễn cùng với rất nhiều diễn viên khác trong vai bạn đồng hành. Bạn đồng hành chính thức của ông phải kể đến cô cháu gái Susan (Carole Ann Ford) và hai giáo viên môn khoa học và lịch sử là Ian Chesterton (William Russell) và Barbara Wright (Jacqueline Hill). Nhân vật Doctor của Hartnell cũng là nền tảng và cảm hứng cho bộ phim điện ảnh do diễn viên Peter Cushing thủ diễn trong năm 1965 và 1966 Dr. Who, tuy vậy, 2 phim này không có sự tiếp nối hay liên hệ với bộ phim truyền hình gốc.

## Các lần xuất hiện khác
Nhân dịp kỷ niệm 10 năm phát sóng vào năm 1973, Hartnell xuất hiện trong tập The Three Doctors. Nhưng vì lý do sức khỏe, Hartnell không thể tiến hành ghi hình cùng các dồng nghiệp kế nhiệm mình, chính vì vậy mà hình ảnh ghi hình của ông được quay riêng tại Ealing Studios.
William Hartnell qua đời ngày 23 tháng 4 năm 1975, chính vì vậy mà trong dịp đặc biệt Kỷ niệm 20 năm loạt phim, tập The Five Doctors, vai diễn của Doctor thứ nhất được diễn bởi Richard Hurndall, bên cạnh đó, một số hình ảnh của Hartnell được sử dụng lại làm phần mở đầu cho tập phim đặc biệt được lấy từ tập phim The Dalek Invasion of Earth.
Trong tập "The Name of the Doctor", có sự kết hợp giữa một số hình ảnh cũ của Hartnell cùng Carol-Ann Ford xử lý bằng công nghệ CGI với diễn viên đóng thế giấu mặt. Trên phim, cảnh này tái hiện lại lúc Doctor thứ nhất đang đánh cắp TARDIS từ bãi tàu cũ trên hành tinh của ông với hình dáng nguyên thủy của con tàu.
Trong tập "The Day of the Doctor", Hartnell xuất hiện cùng với 12 diễn viên khác cũng trong vai Doctor trong lúc họ đang đóng băng Gallifrey vào một thời điểm trong thời gian.
Trong bộ phim tài liệu năm 2013 An Adventure in Space and Time, kể về quá trình hình thành và sáng tạo nên bộ phim Doctor Who, hành trình đưa Hartnell đến vai diễn để đời được tái hiện dưới sự diễn xuất của diễn viên David Bradley.
Trong các vở kịch âm thanh của Big Finish "The Light at the End" Doctor thứ nhất được thể hiện bởi giọng của William Russell, diễn viên từng đóng Ian Chesterton trong bộ phim chính thức.